# 金法姆斯 (加利福尼亞州)
金法姆斯（英語：King Farms）是位於美國加利福尼亞州優洛縣的一個非建制地區。該地的面積和人口皆未知。

## 地理
金法姆斯的座標為38°43′36″N 121°41′29″W / 38.72667°N 121.69139°W，而該地的平均海拔高度為11米（即36英尺）。